# Jöns Larsson (Bölja från Västbo)

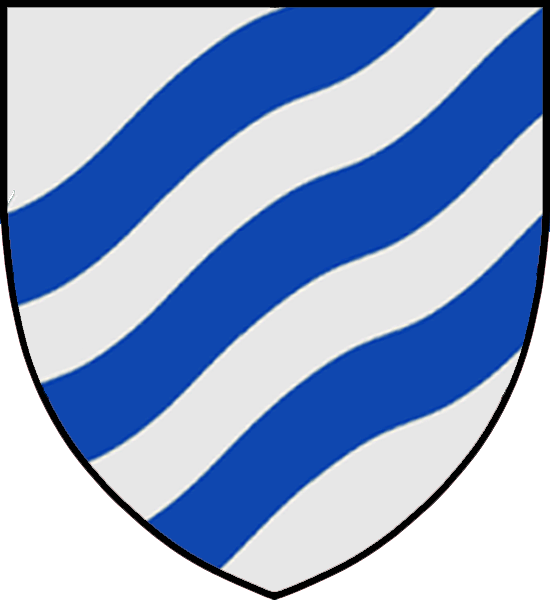
Troligt vapen för Bölja från Västbo

Jöns Larsson (Bölja från Västbo), född 1481 död omkring 1540, var en svensk lagman och häradshövding.

## Biografi
Han blev häradshövding i Västbo härad 1523 och i Mo härad 1529. Han blev lagman i Tiohärads lagsaga 1533 och var det till 1537.
Innehade Järanäs i Unnaryds socken och Eskilstorp i Bredaryds socken.